# Callyspongia siphonopsis
Callyspongia siphonopsis är en svampdjursart som först beskrevs av Lendenfeld 1887.  Callyspongia siphonopsis ingår i släktet Callyspongia och familjen Callyspongiidae. Inga underarter finns listade i Catalogue of Life.